# Maserati Shamal
Der Maserati Shamal ist ein von dem italienischen Automobilhersteller Maserati von Herbst 1989 bis Ende 1995 produzierter Sportwagen.
Der Shamal, benannt nach einem arabischen Wind, beruhte wie der Maserati Karif auf der Plattform des Maserati Biturbo in der Version des Maserati Spyder mit einem kürzeren Radstand von 2400 mm. Der Shamal erhielt aber umfangreiche Änderungen an der Karosserie und einen V8-Motor mit Doppelturbolader.

## Modellgeschichte
Der Shamal wurde am 14. Dezember 1989, dem 75. Jahrestag der Maserati-Gründung, vorgestellt. Merkmal der von Designer Marcello Gandini gestalteten Karosserie war die vom Maserati Biturbo abgeleitete, aber überarbeitete Frontpartie mit Doppelscheinwerfern (je ein rundes und ein eckiges Scheinwerferpaar) und tiefer Frontschürze mit integrierten Nebel- und Zusatzscheinwerfern. Komplett geändert waren zudem Dachlinie und Heck; die breite B-Säule war in Schwarz gehalten. Ein typisches Gandini-Designmerkmal waren die asymmetrisch gestalteten hinteren Radausschnitte. Die Karosseriebleche lieferte der Spezialbetrieb Golden Car zu.
Angetrieben wurde der Shamal von einem quadratisch ausgelegten (Bohrung und Hub jeweils 80 mm) V8-Motor aus Aluminium, der mit zwei IHI-Turboladern auf 240 kW (326 PS) kam und seine Kraft über ein Getrag-Sechsganggetriebe an die Hinterräder leitete. Die Höchstgeschwindigkeit belief sich laut Werk auf 270 km/h.
Der Innenraum entsprach im Wesentlichen den Modellen auf Biturbo-Basis.
Vom Shamal wurden in sechs Jahren lediglich 369 Exemplare hergestellt.